# Capgemini Engineering
 Capgemini Engineering  (până în 2020, Altran Technologies, SA (Euronext: ALT) este o companie europeană de consultanță fondată în 1982 în Franța.
Altran, fost lider European în consultanța de înaltă tehnologie și inovație, își desfășura activitatea în principal în tehnologie și inovație, aceasta reprezentând aproape jumătate din cifra de afaceri. Consultanța în gestiune și sisteme de informație reprezintă o treime din cifra de afaceri, în timp ce consultanța în management și strategie reprezintă restul.
La sfârșitul lui 2007, Altran a raportat numărul de angajați ca fiind 17.502 (inclusiv 445 de recrutări în 2007) raportat la cele 150 de sucursale și o cifră de afaceri de 1.591,4 milioane de Euro din care 57% au ca sursă activități din afara Franței.

## Activități
Altran oferă asistență companiilor pe întreaga durată a procesului de inovație, de la know-how tehnologic, cercetare aplicată, pregătire pentru industrializare până la procese de fabricație, acest lucru fiind valabil în majoritatea sectoarelor de activitate: automobile, aeronautică, telecomunicații... Grupul Altran își desfașoară activitatea în 20 de țări prioritare, Europa, America Latina, Statele Unite și Asia...

## Organizare
Altran a fost organizată in aproximativ 200 de sucursale, toate fiind autonome din punct de vedere al managementului operațional și strategiei de business. După reorganizare, Altran are aproximativ 80 de sucursale.
Altran desfășoară activitate în Europa Centrala și de Est începând cu sfârșitul anilor 90. Pentru a acoperi mai bine aceste piețe, s-au înființat companii/sucursale locale în 2006 în Republica Cehă, Ungaria, Polonia, România și Slovacia. Sucursala care se ocupă de Europa Centrala și de Est este în principal concentrată pe sectoarele automobil, electronică si telecomunicații.

## Altran și mediul înconjurător
Altran își asumă un rol din ce in mai important în probleme de mediu. Responsabilă pentru construcția clădirii 39 St. Mary Axe în Londra, Altran promovează designul ecologic. La Conferința Ecobuilding din 2006 Altran a prezentat numeroase concepte ecologice care au fost votate de auditoriu pentru a fi puse în practică și expuse la Altran Innovation Conference, conferință ce a avut loc pe 4 Februarie 2007. Designul a inclus o fereastră care curăță aerul de ambele parti ale clădirii, atât exterior cât și interior, de asemenea lumini comandate de senzori de mișcare, care se aprind și se sting în funcție de mișcarea persoanelor din încăpere, un punct comun de colectare a deșeurilor și o piață (‘Square’), conținând grădini cu flori, miniecosistem întreținut de un sistem bazat pe energie solară care extrage aerul și separă componentele gazoase ale acestuia pentru a fi folosite fie in alimentarea cu energie, fie, în cazul metanului, pentru a nu fi permisa eliberarea lui în atmosferă. Conceptul ‘Square’ a fost cel câștigător și a fost prezentat la Altran Innovation Conference în Februarie 2007. Această conferință a fost un pas înainte pe calea implicării Altran în ecologie; în discuțiile avute cu experți din industrie și oficiali ai instituțiilor și guvernelor europene, Altran a propus soluții la unele din problemele cu care lumea se confruntă azi, precum securitatea aprovizionării și surse de aprovizionare, la fel ca și introducerea de dispozitive inovante în domeniul energiei și transportului, inclusiv un avion cu propulsie electrică și celule de alimentare cu hidrogen. Alte idei au inclus centralizarea retelei europene de căi ferate, sateliți și tehnologie pentru a facilita transportul auto pe întreg cuprinsul Europei, un instrument capabil sa ajusteze într-o manieră autonoma nivelul de insulină pentru bolnavii cu diabet si un radar portabil capabil să detecteze prezențe umane aflate în spatele unor pereți de grosime mare, facilitând astfel operațiunile de securitate pentru persoane și minimizând riscul acestora.

## Altran Engineering Academy
Altran Engineering Academy (AEA) este o competiție internațională centrată pe subiecte de natură tehnică din Formula 1. 
Participanții sunt invitați să propună proiecte tehnice inovante care trebuie să îmbunătățească siguranța, fiabilitatea sau performanța în: aerodinamică, propulsie, testare în timpul cursei, design și analiză, dinamica vehiculului, sisteme de control și electronică, cercetare și dezvoltare ale materialelor, transformatoare de energie și tehnologie de test. În 2007, la prima participare a țărilor din Europa Centrală și de Est în AEA, un inginer ceh a câștigat finala din Paris.

## Capgemini Engineering (Altran) în cifre
- 17 502 de angajați, la sfârșitul lui 2007 (17 057 la sfârșitul lui 2006)
- 1 591,4 de millione cifră de afaceri în 2007
- 57% din cifra de afaceri a grupului Altran a fost realizată în afara Franței în 2007